# St. Servator (Schlotheim)

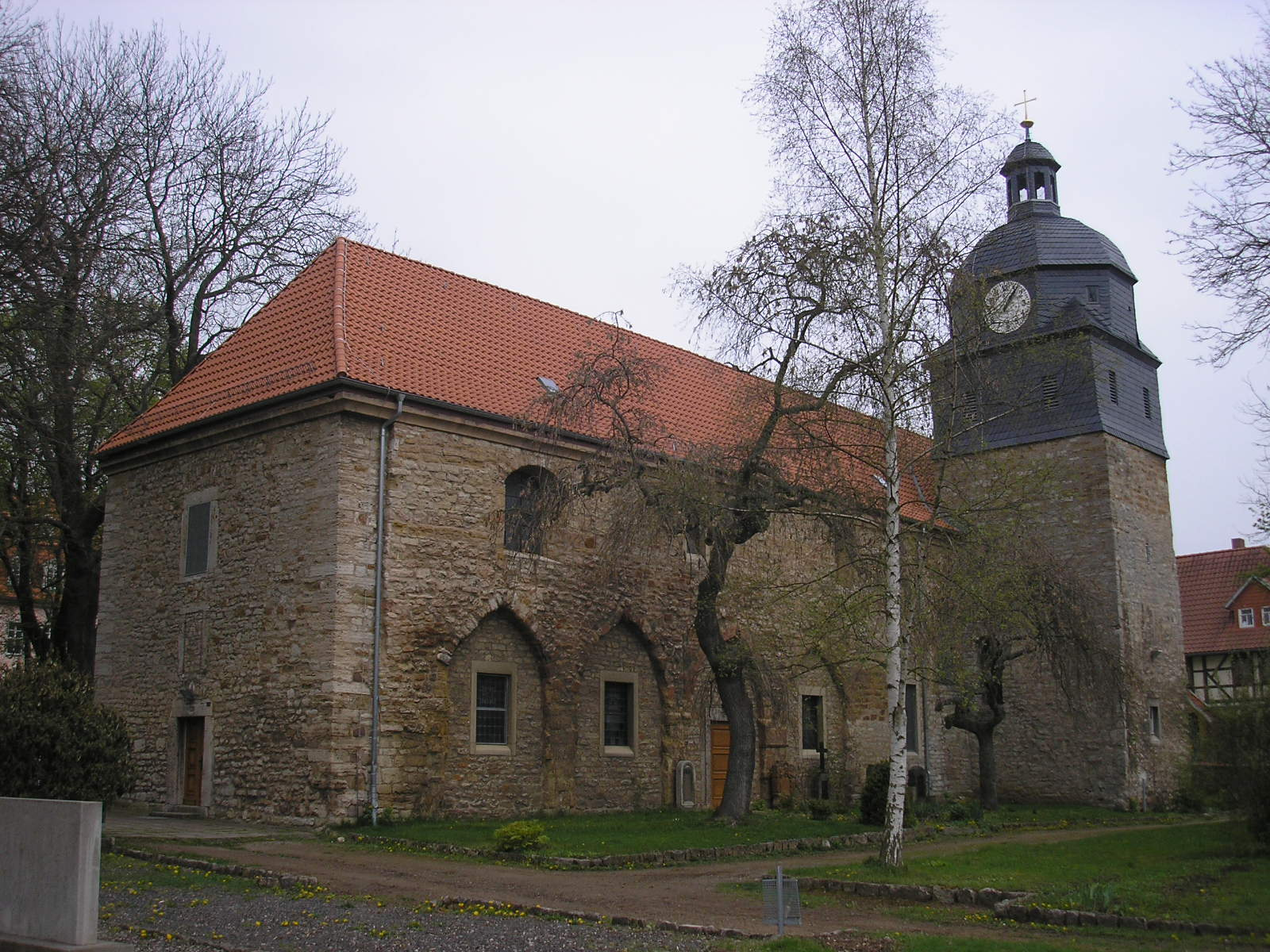
St. Servator

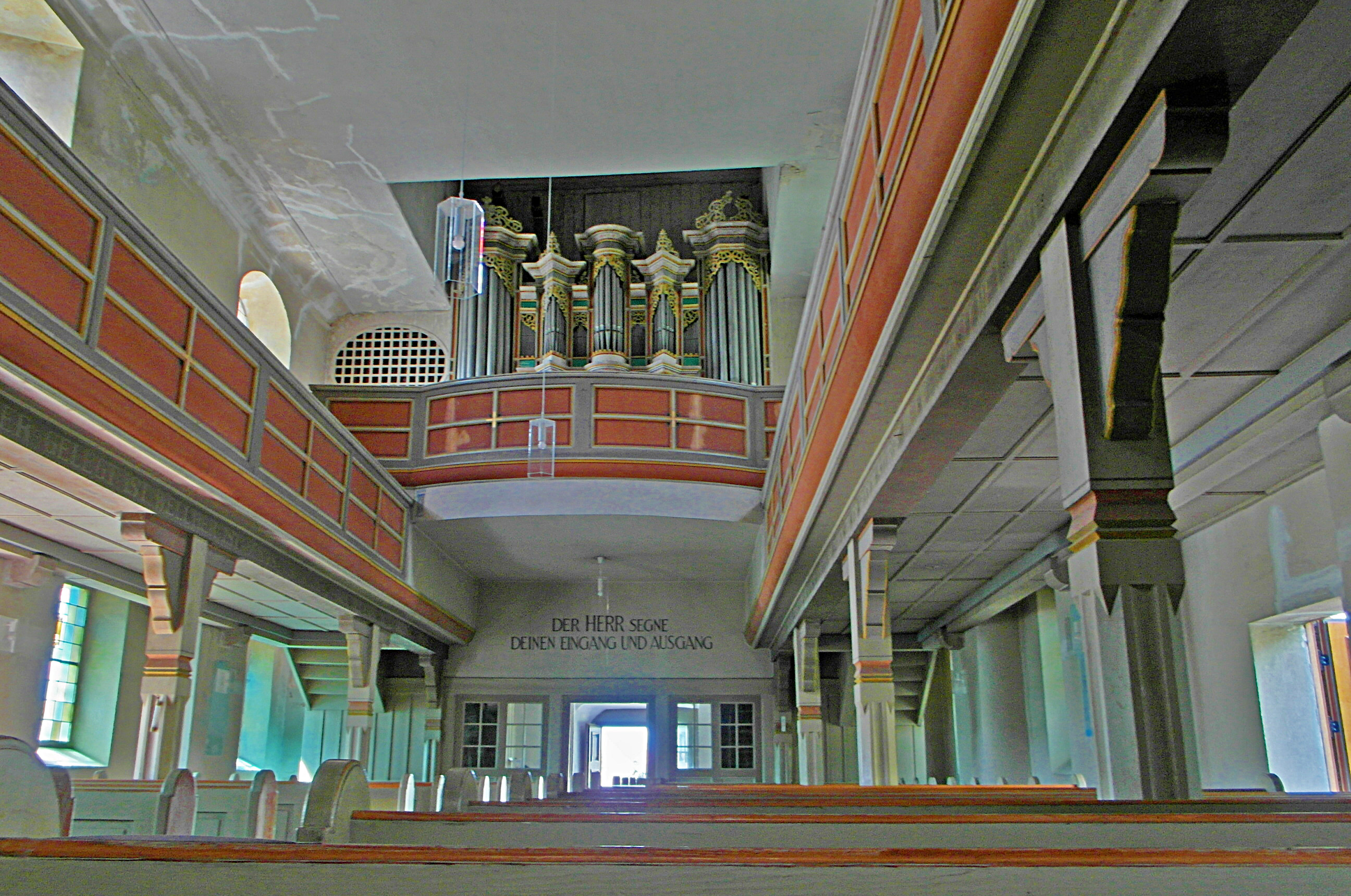
Innenansicht

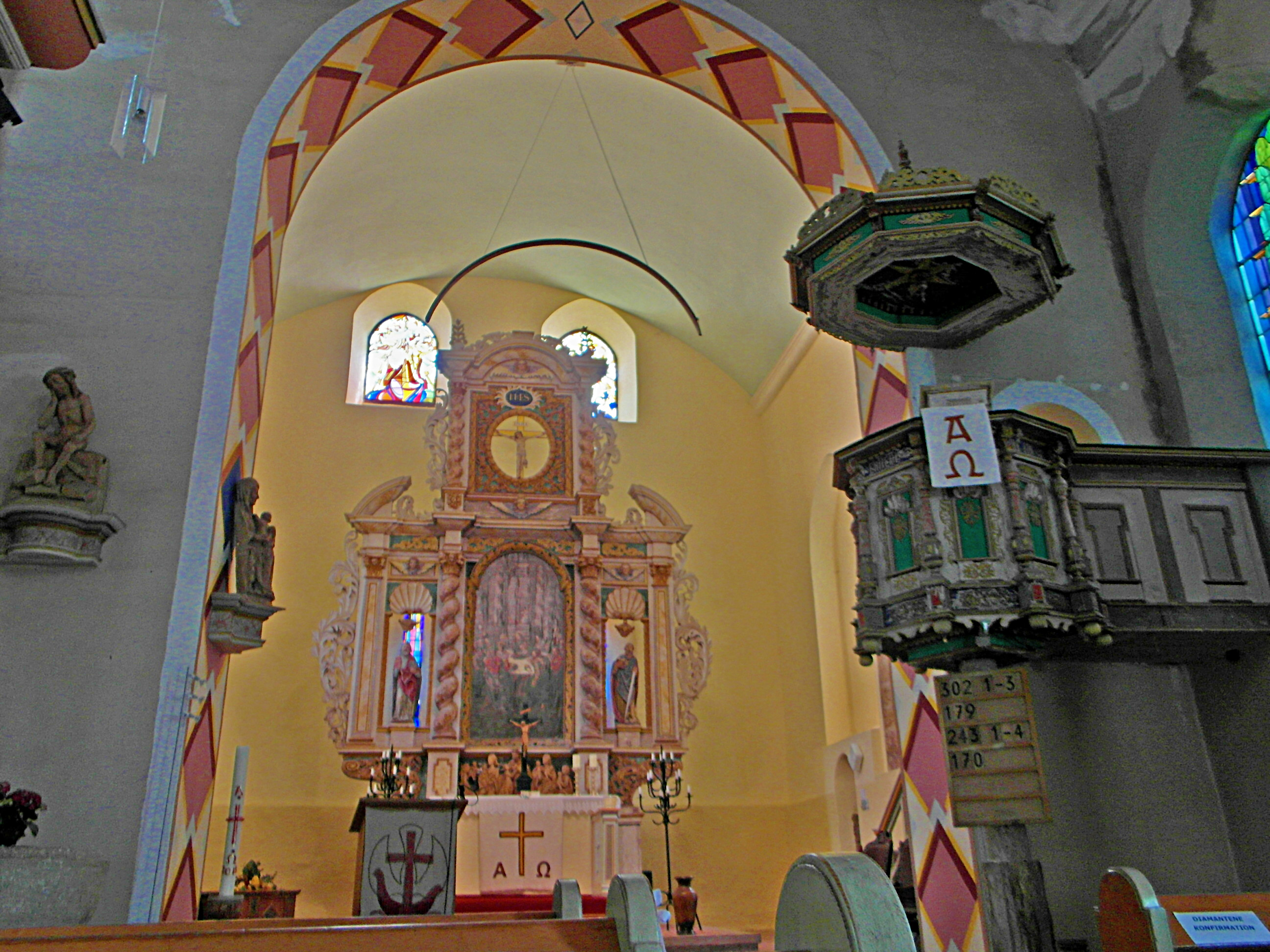
Chor und Kanzel

Die evangelisch-lutherische denkmalgeschützte Kirche St. Servator (bisweilen auch St. Salvator) steht in Schlotheim, einem Ortsteil der Stadt und Landgemeinde Nottertal-Heilinger Höhen im Unstrut-Hainich-Kreis in Thüringen. Die Kirchengemeinde Schlotheim gehört zum Pfarrbereich Ebeleben-Schlotheim im Kirchenkreis Bad Frankenhausen-Sondershausen der Evangelischen Kirche in Mitteldeutschland.

## Beschreibung
Die im Kern ehemals romanische Saalkirche wurde mehrfach verändert. In der 2. Hälfte des 13. Jahrhunderts wurde sie im Baustil zur Basilika erweitert. Nach einem Brand wurde sie 1550–55 ohne Seitenschiffe wiederaufgebaut, nach Westen wurde das Kirchenschiff verkürzt. Das rechteckige, aus Bruchsteinen gebaute, und mit einem Krüppelwalmdach bedeckte Kirchenschiff zeigt auf beiden Seiten die zugesetzten spitzbogigen Arkaden zu den abgebrochenen Seitenschiffen und die rundbogigen Bogenfenster, den Obergaden des ehemaligen Mittelschiffs. Das oberste Geschoss des Kirchturms im Südosten ist schiefergedeckt. Hinter seinen Klangarkaden befindet sich der Glockenstuhl. Darüber befindet sich ein weiterer achtseitiger Aufsatz, der die Turmuhr beherbergt. Darauf sitzt eine Haube, die mit einer offenen Laterne mit der Turmkugel abschließt. 
Der Innenraum des Kirchenschiffs ist flachgedeckt, der Chor ist mit einem querliegenden Tonnengewölbe überspannt. Der Altar wurde um 1670 gestiftet. Das von gedrehten Säulen gerahmte Altarbild zeigt das Abendmahl Jesu. In Wandnischen stehen geschnitzte Statuen der Apostel Petrus und Paulus vom Ende des 15. Jahrhunderts. Darüber befindet sich ein Kruzifix aus demselben Jahrhundert. Als Abschluss dient ein geschnitzter Heiland. Vor dem Altar steht eine geschnitzte Figurengruppe eines ehemaligen Predella, das um 1510 entstanden ist. Sie zeigt, wie Christus die Kinder segnet. Die Kanzel wurde am Anfang des 17. Jahrhunderts eingebaut. Das Taufbecken ist von 1550, eine hölzerne Figur von Maria stammt aus der 1. Hälfte des 14. Jahrhunderts. Die Grabsteine der Familie von Hopffgarten stammen aus dem 15. Jahrhundert, von 1558 und von 1645. 
Die Orgel, um 1680 gebaut von Jost Friedrich Schäffer aus Bad Langensalza, befindet sich in einem mächtigen Prospekt. Sie hat 15 Register, verteilt auf 2 Manuale und ein Pedal, und wurde ab 2018 aufwändig restauriert.